# Mezquitilla
Mezquitilla es una localidad que en parte pertenece al municipio de Vélez-Málaga, y  en parte al Municipio de Algarrobo, ambos en la provincia de Málaga, Andalucía, España. Está situada en el enclave de Lagos, en la margen izquierda de la desembocadura del río Algarrobo. Se trata de un pueblecito de pescadores y agricultores en el que las actividades relacionadas con el turismo han ido cobrando importancia debido a su situación costera.
Los yacimientos fenicios de Chorreras y Morro de Mezquitilla se complementan con la necrópolis fenicia de Trayamar, datada en el siglo VII a. C. antes de Cristo, situada en la margen derecha del río Algarrobo. Es considerada uno de los yacimientos fenicios más importantes del Mediterráneo occidental. Permite ver la evolución de las costumbres funerarias fenicias, de la incineración a la inhumación. Entre su ajuar destaca el denominado Medallón de Trayamar.

## Arqueología subacuática
El pecio de la Mezquitilla se considera testimonio del tráfico costero y se ubica próximo a la costa, frente a los yacimientos de Morro de Mezquitilla y Chorreras. Fue en la década de los ochenta cuando se pudieron documentar los restos del cargamento de un navío mercante de época púnica que transportaba una carga de ánforas. En dicha actuación arqueológica se recuperó un total de cinco piezas, todas ellas incompletas. A tenor de los datos que aporta la clasificación del material, el naufragio tuvo lugar en fechas posteriores a la mitad o segundo tercio del siglo VI a. C.

## Celebridades
El escritor Miguel de Cervantes pasó por la localidad antes de escribir el Quijote, concretamente cuando era recaudador real de impuestos. Hoy en día hay una roca que conmemora la célebre visita. En ella se puede leer la siguiente inscripción:
"Gracias sean dadas a Dios, señores, que a tan buena parte nos han conducido, porque si yo no me engaño, la tierra que pisamos es la de Vélez-Málaga".

## Transporte público
Los autobuses interurbanos conectan La Mezquitilla con las ciudades de Málaga, Vélez-Málaga, Torrox y Nerja. Las siguientes línea del Consorcio de Transporte Metropolitano del Área de Málaga tienen paradas en su territorio:
| Línea | Trayecto                                | Recorrido y horarios | Plano |
| ----- | --------------------------------------- | -------------------- | ----- |
| M-362 | Málaga-Nerja (por Torre de Benagalbón)  | Recorrido y horarios | Plano |
| M-363 | Málaga-Torrox (por Torre de Benagalbón) | Recorrido y horarios | Plano |